# Orvault
Orvault är en kommun i departementet Loire-Atlantique i regionen Pays de la Loire i nordvästra Frankrike. Kommunen ligger i kantonen Orvault som tillhör arrondissementet Nantes. År 2022 hade Orvault 28 341 invånare.

## Befolkningsutveckling
Antalet invånare i kommunen Orvault
| Referens: INSEE |